# Флавій Дагалайф
Флавій Дагалайф (*Flavius Dagalaifus, д/н —†після 476) — державний та військовий діяч Римської імперії.

## Життєпис
Походив з впливової готської родини. Син Флавія Ареобінда, консула 434 року. Завдяки родинним зв'язкам зробив гарну кар'єру. У 461 році стає консулом (разом з Флавієм Северіном). У 475 році імператор-узурпатор Василіск надав Дагалайфу посаду патриція. Подальша доля не відома. Ймовірно загинув після 476 року внаслідок повалення Василіска імператором Левом I.

## Родина
Дружина — Годістея, донька Ардавура
Діти:
- Флавій Ареобінд Дагалайф, консул 506 року